# هاتاموتو (لقب)

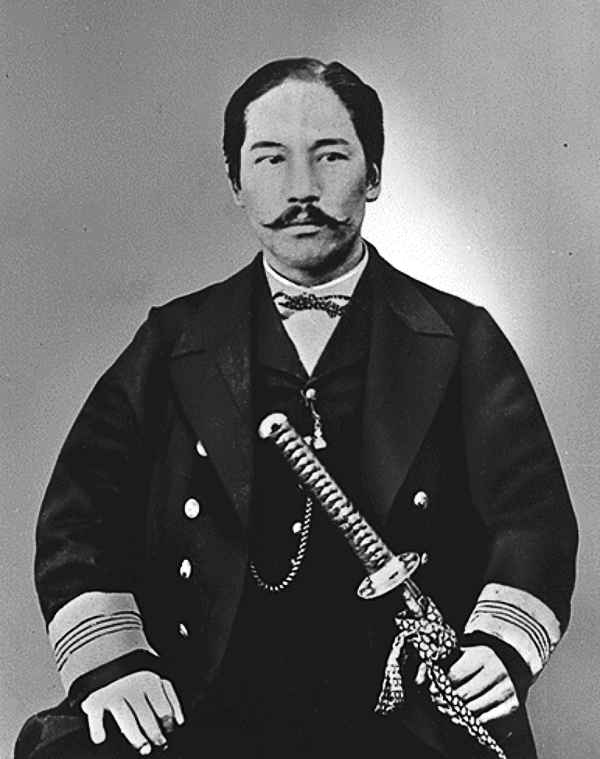
إينوموتو تاكياكي، hatamoto في أواخر فترة إيدو

هاتاموتو hatamoto (旗本، "Guardian of the banner") كان لقب ساموراي رفيع المستوى في الخدمة المباشرة لشوغون توكوغاوا في اليابان الإقطاعية. في حين أن الشوغون الثلاثة في التاريخ الياباني كان لديهم خدم رسميون، في الحالتين السابقتين، تمت الإشارة إليهم باسم gokenin. ومع ذلك، في فترة إيدو، هاتاموتو كانوا التابعين العلويين لمنزل توكوغاوا،  gokenin كانوا التابعين السفليين. لم يكن هناك فرق دقيق بين الاثنين من حيث مستوى الدخل، بل هاتاموتو كان له الحق في مقابلة شوغون، في حين gokenin لم. كلمة هاتاموتو تعني حرفيًا "أصل العلم"، بمعنى "حول العلم"، وتوصف باللغة اليابانية بأنها "أولئك الذين يحرسون العلم" (في ساحة المعركة) وغالبًا ما تُترجم إلى الإنجليزية باسم " bannerman ". مصطلح آخر هاتاموتو في عصر إيدو كان jikisan hatamoto (直参旗本)، يُترجم أحيانًا على أنه "شوغونال هاتاموتو المباشر". "، والذي يعمل على توضيح الفرق بينهم وبين الجيل السابق من هاتاموتو الذي خدم مختلف اللوردات.

## تاريخه
مصطلح هاتاموتو نشأت في فترة سينجوكو. تم استخدام المصطلح للإشارة إلى الخدم المباشرين للورد؛ وكما يوحي الاسم، فإن الرجال الذين تم تجميعهم "حول العلم". كان لدى العديد من اللوردات هاتاموتو; ومع ذلك، عندما حققت عشيرة توكوغاوا صعودًا في عام 1600، أصبحت هاتاموتو تم إضفاء الطابع المؤسسي على النظام، وهو ذلك النظام الذي يشار إليه الآن بشكل رئيسي عند استخدام هذا المصطلح.
في عيون شوغونية توكوغاوا، هاتاموتو كانوا خدمًا خدموا الأسرة منذ أيامها في ميكاوا فصاعدًا. ومع ذلك، فإن صفوف هاتاموتو شمل أيضًا أشخاصًا من خارج الرتب الوراثية لمنزل توكوغاوا. تم تضمين عائلات التجنيب من العائلات الكبرى المهزومة سابقًا مثل تاكيدا أو هوجو أو إيماغاوا، وكذلك فروع الطلاب من عائلات اللوردات. تم أيضًا تضمين ورثة اللوردات الذين تمت مصادرة ممتلكاتهم، على سبيل المثال أسانو ديغاكو، شقيق أسانو ناجانوري،  شخصيات السلطة المحلية في المناطق النائية من البلاد الذين لم يصبحوا أبدًا داي-ميوs ; وعائلات كاماكورا وموروماتشي فترات Shugo (الحكام): بعض هؤلاء يشمل أكاماتسو، بيشو (فرع من أكاماتسو)، هوجو، هاتاكياما، كاناموري (فرع من توكي)، إيماغاوا، موغامي (فرع من أشيكاغا)، ناغاي، أودا، أوتومو، تاكيدا، توكي، تاكيناكا (فرع من عائلات توكي)، تاكيغاوا، تسوتسوي، و يامانا. فعل أن تصبح هاتاموتو كان يُعرف باسم bakushin toritate (幕臣取立て).
العديد من هاتاموتو قاتلوا في حرب بوشين عام 1868، على جانبي الصراع.
هاتاموتو ظلوا تابعين لعشيرة توكوغاوا الرئيسية بعد سقوط نظام الشوغون في عام 1868، وتبعوا قبيلة توكوغاوا إلى منطقتهم الجديدة في شيزوكا. هاتاموتو فقدوا مكانتهم مع جميع الساموراي الآخرين في اليابان بعد إلغاء النطاقات في عام 1871.

## الرتب والأدوار

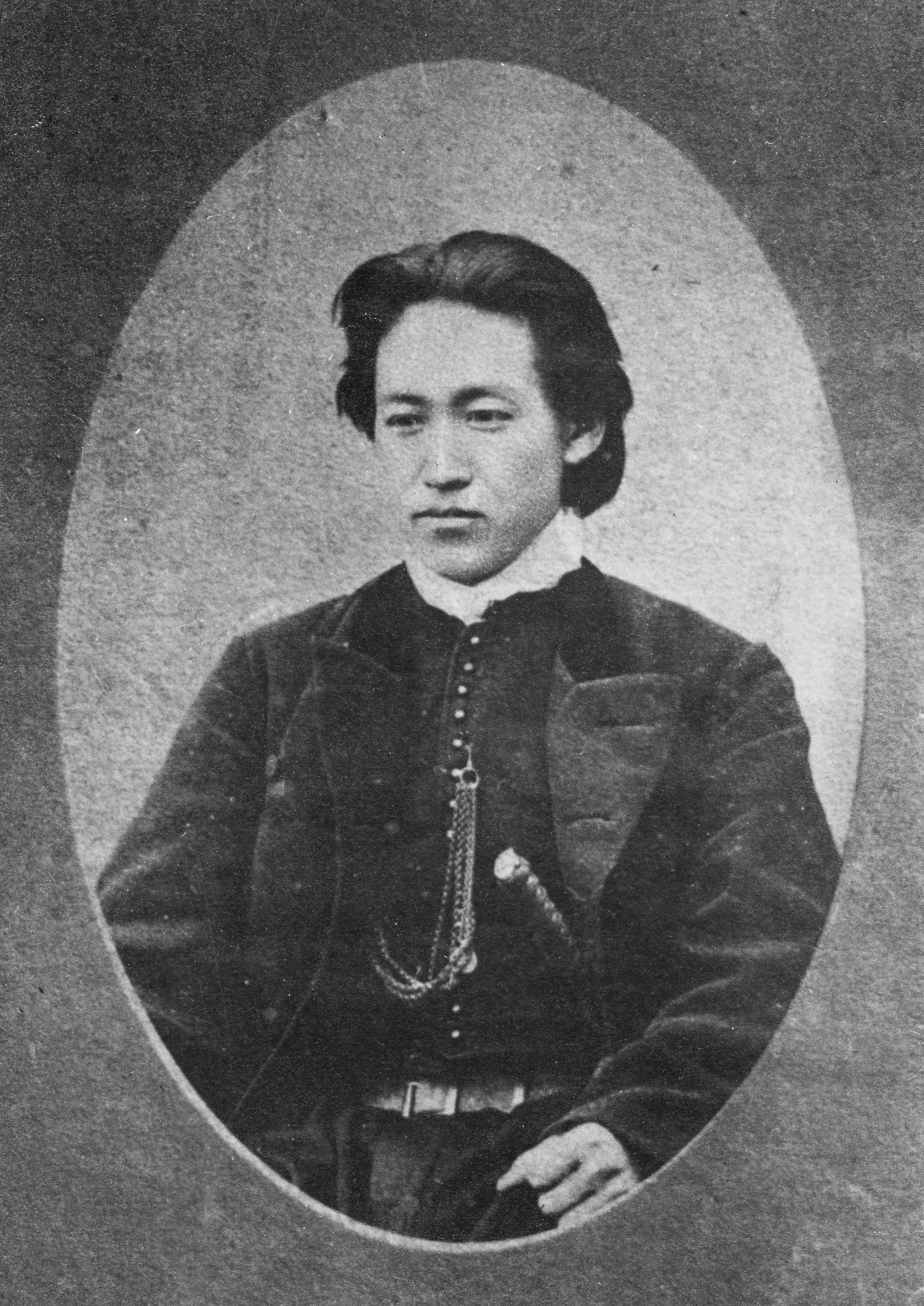
هيجيكاتا توشيزو من الشينسينغومي أصبح هاتاموتو قبل وقت قصير من نهاية فترة إيدو

الانقسام بين هاتاموتو و gokenin وخاصة بين هاتاموتو من رتبة أقل، لم يكن جامدًا، ولقب هاتاموتو كان له علاقة بالرتبة وليس بتصنيف الدخل. وفي سياق الجيش، يمكن مقارنتها بمنصب الضابط. طوال فترة إيدو، هاتاموتو تميزوا بأنهم إذا كانوا يمتلكون رتبة عالية بما فيه الكفاية، فإن لهم الحق في مقابلة شخصية مع شوغون (هذه هاتاموتو كانت تُعرف باسم ome-mie ijō ). كل هاتاموتو يمكن تقسيمها إلى فئتين، كوراميتوري، الذين حصلوا على دخلهم مباشرة من مخازن حبوب توكوغاوا، الطيور المحلية، الذين سيطروا على الأراضي المنتشرة في جميع أنحاء اليابان. مستوى آخر من تمييز المكانة بين هاتاموتو كانت فئة kōtai-yoriai الرجال الذين كانوا رؤساء هاتاموتو عائلات وعقدت إقطاعيات إقليمية، وكان لها حضور بديل ( سانكين كوتاي ) واجبات مثل daimyōs. ومع ذلك، مثل kōtai-yoriai كانوا رجالًا من ذوي الدخل المرتفع جدًا من حيث طيف هاتاموتو الرواتب، وليس كل jikatatori hatamoto وكان واجب الحضور البديل. الخط الفاصل بين هاتاموتو العلوي و ال fudai daimyōs '- أسياد المجال الذين كانوا أيضًا تابعين لمنزل توكوغاوا — كان عددهم 10,000 كوكو.

## هاتاموتو مشهورون
تشمل قائمة الهاتاموتو المشهورون:  كاتسو كايشو، ، ناغاي ناأويوكي, ومن الغربيين ويليام آدمز

## الهاتاموتو والفنون القتالية
رعى الهاتاموتو تطوير فنون الدفاع عن النفس في فترة إيدو. شارك العديد منهم في إدارة الدوجو في منطقة إيدو وأماكن أخرى. اثنان من اهاتاموتو شاركا بشكل مباشر في تطوير فنون الدفاع عن النفس هما Yagyū Munenori و Yamaoka Tesshū. أصبحت عائلة مونينوري مدربة سيف وراثية للشوغون.

## في الثقافة الشعبية
ظهر الهاتاموتو كشخصيات في الثقافة الشعبية حتى قبل انتهاء عصر إيدو.[بحاجة لمصدر] تشمل الصور الحديثة لهاتاموتو في المسلسل التلفزيوني Hatchōbori no Shichinin، والمانجا فونجيتاشي باكوماتسو-هن، ومانجا "آلة هيداماري" للمخرج "اوسامو تيزوكا". تتميز سلسلة ألعاب الفيديو الإستراتيجية في الوقت الفعلي إيج أوف إمبايرز بوجود هاتاموتو في توسعة أيج أوف إمبايرز 3: ذي أيجن داينستيز، مرة أخرى في أيج أوف إمبايرز 4 بدور Samurai Bannermen، وفي كلتا اللعبتين تعتبران متغيرات قوية بشكل خاص من الساموراي.
في الرواية (والمسلسل التلفازي ‏ لاحقًا) شوغون، بطل الرواية الطيار جون بلاكثورن، الذي يعتمد بشكل فضفاض على ويليام آدمزز، يرتقي في النهاية في خدمة اللورد توراناجا ليصبح ساموراي وهاتاموتو.

## الملاحظات
1. ↑  Ooms, p. 190.
2. 1 2  Ogawa, p. 43.
3. 1 2  Ogawa, p. 35.
4. ↑  Ogawa, pp. 35–36.
5. ↑  Ogawa, p. 35
6. ↑  Ooms, p. 92.